# Thomas J. Scully
Thomas Joseph Scully (* 19. September 1868 in South Amboy, New Jersey; † 14. Dezember 1921 ebenda) war ein US-amerikanischer Politiker. Zwischen 1911 und 1921 vertrat er den Bundesstaat New Jersey im US-Repräsentantenhaus.

## Werdegang
Thomas Scully besuchte die öffentlichen Schulen seiner Heimat und das Seton Hall College in South Orange. Danach war er im Transportgeschäft tätig. Ferner begann er als Mitglied der Demokratischen Partei eine politische Laufbahn. Von 1893 bis 1895 gehörte er dem Bildungsausschuss von South Amboy an; in den Jahren 1909 und 1910 war er Bürgermeister seiner Heimatstadt. Im Jahr 1912 nahm er als Delegierter an der Democratic National Convention in Baltimore teil, auf der Woodrow Wilson als Präsidentschaftskandidat nominiert wurde.
Bei den Kongresswahlen des Jahres 1910 wurde Scully im dritten Wahlbezirk von New Jersey in das US-Repräsentantenhaus in Washington, D.C. gewählt, wo er am 4. März 1911 die Nachfolge von Benjamin Franklin Howell antrat. Nach vier Wiederwahlen konnte er bis zum 3. März 1921 fünf Legislaturperioden im Kongress absolvieren. In diese Zeit fiel der Erste Weltkrieg. Außerdem wurden während Scullys Zeit als Kongressabgeordneter der 16., der 17., der 18. und der 19. Verfassungszusatz ratifiziert.
Nach dem Ende seiner Zeit im US-Repräsentantenhaus war Thomas Scully im Jahr 1921 noch einmal Bürgermeister von South Amboy. In dieser Stadt ist er am 14. Dezember 1921 auch verstorben.